# تاهيت تشونغ
تاهيت تشونغ لاعب كرة قدم هولندي ، ولد في 4 ديسمبر 1999م في جزيرة كوراساو التابعة لهولندا يلعب مع نادي مانشستر يونايتد الإنجليزي كجناح وهو لاعب يمتاز بالسرعة و القدرة على التسديد وكما يلقبونه النقاد بماركو فان باستن الجديد وهو لاعب يجيد اللعب في مراكز متعددة بجانب مركزه الأساسي.

## وصلات خارجية
- تاهيت تشونغ على موقع الاتحاد الأوربي (الإنجليزية)
- تاهيت تشونغ على موقع قاعدة بيانات كرة القدم.إي يو (الإنجليزية)
- تاهيت تشونغ على موقع ليكيب (الفرنسية)
- تاهيت تشونغ على موقع Soccerbase.com (لاعب) (الإنجليزية)
- تاهيت تشونغ على موقع Soccerway.com (الإنجليزية)
- تاهيت تشونغ على موقع عالم كرة القدم.نت (الإنجليزية)